# Крюгер, Уолтер
Уолтер Крюгер (нем. Walter Krueger; 26 января 1881, Флатов, Западная Пруссия, Германская империя — 20 августа 1967, Велли-Фордж, Пенсильвания, США) — генерал армии США. Во время Второй мировой войны командовал 6-й армией США в юго-западной части Тихого океана. Он был первым человеком в армии США, прошедшим весь путь от рядового до «четырёхзвёздного» генерала.
В 1898 году Уолтер начал службу в армии США во время испано-американской войны. Он служил на Кубе во время этой войны, а затем участвовал в филиппино-американской войне. В 1901 году он получил звание второго лейтенанта. В 1914 году Уолтер начал служить в Национальной гвардии в Пенсильвании. 23 июня 1916 года его полк начал нести службу на мексиканской границе. После вступления США в Первую мировую войну в апреле 1917 года Крюгер был назначен в 84-ю пехотную дивизию помощником начальника штаба, а затем начальником штаба. В феврале 1918 года Уолтера отправили в Лангр, где он учился в школе генерального штаба Американских экспедиционных сил. В октябре 1918 года стал начальником штаба танкового корпуса американских экспедиционных сил.
Между мировыми войнами Крюгер занимал ряд командных и штабных должностей. В 1941 году он принял командование 3-й армией, которая проходила подготовку в Луизиане. В 1943 году он был назначен командующим 6-й армией в юго-западной части Тихого океана под руководством Дугласа Макартура. Он принимал участие в битве за Лейте, а также в сражениях на острове Лусон.
В июле 1946 года Крюгер ушёл в отставку и поселился в Сан-Антонио (штат Техас). В 1953 году он написал книгу «From Down Under to Nippon: The Story of the 6th Army In World War II», в которой описывается кампания 6-й армии в юго-восточной части Тихого океана.

## Молодость
Вальтер Крюгер родился в Злотуве, Западная Пруссия, которая входила в состав Германской империи, а сейчас является частью Польши. Он был сыном прусского помещика Юлиуса Крюгера, служившего офицером прусской армии во франко-прусской войне, и его жены Анны Хассе. После смерти Юлиуса, Анна и её трое детей в 1889 году эмигрировали в США к своему дяде, который жил в Сент-Луисе, штат Миссури. В Сент-Луисе Анна вышла замуж за Эмиля Карла Шмидта и семья переехала в Мадисон, штат Индиана. Крюгер получил образование в средней школе в Мадисоне и в технической средней школе в Цинциннати, штат Огайо. В молодости он хотел стать морским офицером, но его мать была против и он решил пойти в кузнецы.

## Ранняя военная служба
17 июня 1898 года Крюгер вместе с одноклассниками из школы поступил на службу, во время испано-американской войны, во 2-й добровольческий пехотный полк США. Он прибыл в Сантьяго-де-Куба через несколько недель после битвы за Сан-Хуан-Хилл и провел там восемь месяцев, дослужившись до сержанта. В феврале 1899 года он уволился из рядов добровольческого полка и вернулся в Огайо, планируя стать инженером-строителем.
Многие из его сослуживцев служили во время филиппино-американской войны. В июне 1899 года Крюгер вновь был зачислен на службу рядовым в 12-й пехотный полк, в составе 2-й пехотной дивизии 8-го армейского корпуса под командование Артура Макартура, который сражался против Эмилио Агуинальдо. Полк из Анхелеса направился в Тарлак, который был ставкой Агуинальдо. Но Агуинальдо отступил и 12-й пехотный полк преследовал его через всю центральную равнину острова Лусон до города Дагупан. 1 июля 1901 года он был повышен до второго лейтенанта и назначен в 30-й пехотный полк, который располагался на Мариндуке.
В декабре 1903 года Крюгер вернулся в США вместе с 30-м пехотным полком. Полк базировался в форте Крук (ныне Оффатт), штат Небраска. В сентябре 1904 года он женился на Грейс Эйлин Норвелл, с которой познакомился на Филиппинах.
В 1904 году Крюгер учился в пехотно-кавалерийском училище в форте Ливенворт, штат Канзас. В 1907 году учился в Командно-штабном колледже армии США. После окончания колледжа был назначен в 23-й пехотный полк в форт Онтарио, штат Нью-Йорк. В июне 1909 года он был назначен на факультет языков в форте Ливенворт инструктором по испанскому, французскому и немецкому языку, на которых Крюгер свободно разговаривал. Затем он занимался обучением офицеров Национальной гвардии США в форте Бенджамина Харрисона (Индиана) и в форте Драм (Нью-Йорк). В это время он опубликовал переводы нескольких немецких военных произведений, его перевод книги Уильяма Балка «Тактики» привлек внимание Начальника штаба Армии США генерал-майора Леонарда Вуда и был всесторонне изучен.

## Первая мировая война
В августе 1914 года Крюгеру, после начала Первой мировой войны, предложили должность наблюдателя в немецкой армии, но он отказаться от неё по семейным обязательствам. Вместо этого он был назначен в 110-й пехотный полк Национальной гвардии Пенсильвании. С 23 июня 1916 года полк нес службу в течение пяти месяцев вдоль мексиканской границы во время Мексиканской экспедиции под командованием генерал-майора Джона Першинга. В октябре 1916 года полк вернулся в Пенсильванию. После этого Крюгер был инструктором и одним из организаторов школы для офицеров в Пенсильванском университете. В журнале «Пехота» он напечатал статью, в которой призывал к созданию большой национальной армии на примере европейских стран.
В апреле 1917 года, после вступления США в Первую мировую войну, Крюгер был назначен помощником начальника штаба 84-й пехотной дивизии и с 5 августа 1917 года он становится начальником штаба в звании майора. В феврале 1918 года его отправили в Лангр (Франция) для обучения в школе Генерального штаба Американских экспедиционных сил. В мае 1918 года Крюгер был назначен начальником штаба 26-й пехотной дивизии. Но вскоре Сухопутные войска Франции попросили отправить Крюгера в США из-за его немецкого происхождения. В августе 1918 года он вернулся во Францию в составе 84-й пехотной дивизии. В октябре 1918 года он был назначен начальником штаба танкового корпуса Американских экспедиционных сил. В ноябре 1918 года Крюгер занимает должность помощника начальника штаба VI и IV корпусов во время оккупации Рейнской области в звании полковника. В 1919 году за службу в Первой мировой войне Вальтер Крюгер был награждён медалью «За выдающиеся заслуги».

## Примечание
1. ↑  Источник. Дата обращения: 12 сентября 2024. Архивировано 6 июня 2023 года.
2. ↑  Robert Ross Smith, Walter Krueger. From Down Under to Nippon, The Story of Sixth Army in World War II. // Military Affairs. — 1954. — Т. 18, вып. 2. — С. 95. — ISSN 0026-3931. — doi:10.2307/1982482.
3. 1 2  General Walter Krueger. kansaspress.ku.edu. Дата обращения: 21 января 2020. Архивировано 29 октября 2020 года.
4. ↑  Studio Fabryka. Złotów - Wielkopolskie Zdroje (пол.). www.zlotow.pl. Дата обращения: 21 января 2020. Архивировано 1 ноября 2017 года.
5. 1 2  "Old Soldier". Time. 29 января 1945.
6. 1 2 3 4 5 6  Holzimmer, Kevin C. General Walter Krueger : unsung hero of the Pacific War. — Lawrence: University Press of Kansas, 2007. — xiii, 329 pages с. — ISBN 978-0-7006-1500-1, 0-7006-1500-8.
7. ↑  John H. MacDonald. General Walter Krueger: A Case Study on Operational Command. — Fort Leavenworth, Kansas: U.S. Army Command and General Staff College, 1989. Архивировано 27 марта 2020 года.
8. ↑  The Biographical Dictionary of World War II Generals and Flag Officers: The U.S. Armed Forces. The SHAFR Guide Online. Дата обращения: 22 января 2020.